# 白山中居神社
白山中居神社（はくさんちゅうきょじんじゃ）は、岐阜県郡上市白鳥町石徹白に鎮座する神社である。

## 概要
白山神社の一つであり、白山信仰と関わりが深い。白山信仰の美濃国からの道は、白山中宮長滝寺（現在の長滝白山神社、長瀧寺）から、越前国の白山中居神社をとおり、白山へと向かっている。
白山美濃禅定道における長瀧白山神社・洲原神社とともに白山信仰の中心である。
鎮座地は石徹白川左岸、支流である宮川との合流部に位置し、参道に橋が懸けられている。

## 祭神
主祭神
- 菊理媛神（くくりひめのかみ）
- 伊弉諾尊　（いざなぎのみこと）
- 伊弉冉尊　（いざなみのみこと）

境内社配神
- 大日孁貴神（おおひるめのむちのかみ） - 新嘗社
- 磐長媛神（いわながひめのかみ） - 皇祖美社
- 素戔嗚尊（すさのおのみこと） - 須賀神社
- 大己貴命（おおなむちのみこと） - 地造神社
- 猿田彦命（さるたひこのみこと） - 道祖神社

## 沿革
石徹白には9000年前より人々が住み着き、縄文時代より境内にある磐境に国常立尊の降神を仰ぎ、原始的な古神道の祭祀が斎行されていたとされる。
言い伝えでは、景行天皇12年（82年）の創祀で、雄略天皇9年（465年）に勅使を遣わし護国鎮護のために剣を奉納したと伝えられている。
景行天皇の御代　武比古が山中にて神霊より「吾が皇御孫に奉ろわぬ心悪しき賊、四方に興る。吾今此舟岡へ天下りて皇御孫を守護す。坐し吾を長く奉るべし。吾が留まる宮は舟岡の真中、朝日唯射す山、夕日輝く山と山とのあいなり、瀧と瀧とのあいなり。」と神託を受ける。
景行天皇12年（82年）正月十二日　神託の通り舟岡中居の地を平らげて宮殿を造り、同年六月十五日　大神を神殿に奉斎する。神殿は縦横7尺（約2ｍ10ｃｍ）高さ2丈1尺（約6ｍ30ｃｍ）と伝わる。
景行天皇40年（110年）日本武尊が東夷御征伐の折、吉備武彦とともに越の国を巡察した際、石徹白に立ち寄り中居神社の神霊に封し奉る。
仁徳天皇4年（316年）天下に疫病が流行し、鎮護のため出雲の地に鎮座し賜わる素戔嗚尊、杵築大己貴命の二柱の神を石徹白に遷し祭る（現在の境内須賀神社、地造神社）。
雄略天皇9年（465年）新嘗祭の節、大臣平群眞鳥を遣わし幣帛を奉る、このとき護国鎮護のために剣を奉納する。大臣大途見彦命、大途見根彦命とともに中居神社に向かい祭祀を執り行う。大途見彦命は伊野原宿禰というため、祭祀をしたこの地を伊野原と名付ける。。
顕宗天皇元年（485年）五穀の神を祭る。
天武天皇（673年から686年）が神剱・弓・矢・矛・楯・神馬を中居神社に賜う。天武天皇奉献の神剣は明治45年時点では現存している。
養老元年（717年）泰澄大師が白山中居神社の社域を拡げ、社殿を修復した。
天平7年（735年）聖武天皇が吉備真備を勅使として遣わし神剣を奉献する。その際、社人等に命じ永く神社境内の樹木の伐採を禁ずる。また当時は石度白の文字が宛てられていたが、真備は度の文字を徹にするよう進言しこのときから石徹白と書くようになった。
仁壽3年（853年）文徳天皇が従三位を贈る。
貞観元年（859年）1月27日　清和天皇が正三位を贈る。
宇多天皇（887年から897年）が中居神社の神頭伊野原安利を正五位に叙し、のちに従四位に叙す。
天徳2年（958年）右大臣藤原師輔が祈願。
平安時代から江戸時代初期にかけて、源義仲、藤原能信、藤原秀衡、今川義元、柴田勝家、織田信長、豊臣秀吉、徳川家康など、数多くの武将の信仰を受け、江戸時代には、越前国大野郡石徹白村が白山信仰による白山へ向かう巡礼者への手助けを行い、村人は、白山中居神社の社人、社家となり、無税、帯刀御免の身分とされていた。
壽永2年（1183年）源義仲が平氏討伐のため祈願。
元暦元年(1184年）藤原秀衡の家臣桜井平四朗源正喜と上杉武右衛門宗庸が石徹白へ赴き、上下の神殿を建立し「銅造虚空蔵菩薩坐像」を祀る。その際、三男藤原忠衡と奥州藤原氏家臣「上村一二人衆」帯同する。
元暦2年(1185年）上村一二人衆は一度平泉へ戻った後、再度妻子を連れ石徹白へ移住し「銅造虚空蔵菩薩坐像」を守護する役目を負った。石徹白の上村姓はこの子孫だと伝わる。また家臣上杉宗庸は中居神社神官の祝部政家の娘を娶り祝部職を継いだ。石徹白の上杉姓は宗庸の子孫とされる。
文治3年（1187年）源頼朝の追尾を受けた源義経が奈良吉野山から奥州平泉への逃避行の途中、白山中居神社への巡礼者へ扮し石徹白に逗留、その後雪解けを待ち脱出した。
弘安7年（1284年）女大院藤原忠子が祈願。宝鏡を奉納する。
天文9年（1540年）今川義元が祈願。その際、修験者のための宿坊を建てる。
元亀2年（1571年）織田信長が鰐口3枚（現存）を寄進する。
天正元年（1973年）6月7日　朝倉景鏡が参拝し、金20貫を奉納する。
天正4年（1976年）6月吉日　柴田勝家が鰐口を寄進する。
天正18年（1590年）豊臣秀吉をはじめとする豊臣家が中居神社を通じて白山に立願する。
慶長6年（1601年）11月23日　豊臣家家臣であり石川郡代官であった伊藤秀盛が遠州浜松領内の土地三十石を寄進する。この際、藩主であった松平忠頼が証人となっている。
徳川家康が江戸幕府を開いてから徳川慶喜に至るまで毎年歴代将軍代参が参拝し祈願祈祷を行っていた。立定日は7月3日から6日で、3日に石徹白の中居神社へ参拝し武運長久を祈願、翌4日から白山へ登拝、5日に天嶺にて祈祷、6日に石徹白へ下りることになっていた。
享保18年（1733年）3月18日　正一位を賜る。
宝暦4年（1754年）から8年にかけて石徹白騒動が発生。白山中居神社神職（神主）の上村豊前が郡上藩寺社奉行根尾甚左衛門と結託し、神頭職（社領を統治する役）杉本左近と村民約500人を石徹白村から追放する。同時期に発生した郡上一揆とともに幕府評定所の判決が出され、老中の本多正珍が免職、若年寄本多忠央が領地没収、郡上藩藩主金森頼錦が領地没収、お家断絶などの大規模な処分が行われる。
明和3年（1766年）青統門院二条舎子が御紋付きの御戸帳を奉納。
天保9年（1839年）中居神社神頭職杉本左近義宣が逝去。
安政3年（1856年）に現本殿が再建された。
万延元年（1860年）大神宮の号を奉る。
明治元年（1868年）明治初年の神仏分離の際、白山中居神社などの仏像や仏具を祀るために大師堂が建てられる。
明治40年（1907年）5月3日　石徹白村内にある7つの神社や祠を合祀する。各社はすべて養老元年6月または9月の創始と伝えられている。
- 無各社　神鳩神社　　祭神：猿田彦大神、天鈿女命　所在地：水無
- 無各社　小谷堂神社　祭神：彦火々見出神　　　　　所在地：上山口
- 無各社　水呑神社　　祭神：鸕鶿草葺不合神　　　　所在地：白山二ノ峰
- 無各社　神明神社　　祭神：天照皇大御神　　　　　所在地：神明
- 無各社　美女下神社　祭神：磐長媛神　　　　　　　所在地：宮ノ尾
- 無各社　今清水神社　祭神：瓊瓊杵神　　　　　　　所在地：川ウレ
- 無各社　一ノ瀬神社　祭神：久那戸之神　　　　　　所在地：一ノ瀬

明治43年（1910年）10月1日　同年5月に神饌幣帛料を供進し得る神社に指定された下穴馬村内の2つの神社を合祀する。
- 村社　白山神社　祭神：伊弉諾尊　所在地：朝日前坂村ノ内
- 村社　白山神社　祭神：伊弉諾尊　所在地：角野前坂村ノ上

明治44年（1911年）7月10日　柳田国男が参拝する。中在所の上村五兵衛の家に泊まる。
大正10年（1921年）　福井県の県社になる。
昭和12年（1937年）　宮本常一が石徹白村の調査のため白山中居神社を訪れる。
昭和33年（1958年）　石徹白村が福井県から越県編入して岐阜県郡上郡白鳥町石徹白となって岐阜県の神社となる。
昭和37年（1962年）　本殿の彫刻が岐阜県重要文化財に指定され、金幣社になる。

## 祭祀
- 正月三ヶ日祭
- 5月第3日曜日 - 春季例祭
  - 1120年（保安元年）から伝わる雅楽に合わせ、二人の巫女が5種類の舞を奉納する、郡上市指定重要無形民俗文化財の「五段の神楽」が奉納される[27]。
- 7月第3日曜日 - 創業祭
  - いにしえ中居神社設立以前に大神の留りたまう御岩屋の前で少女が舞姫となり「浦安の舞」「乙女の舞」が奉納される[28]。

- 10月第3日曜日-ゲド投げ祭り（新嘗祭）

## ギャラリー

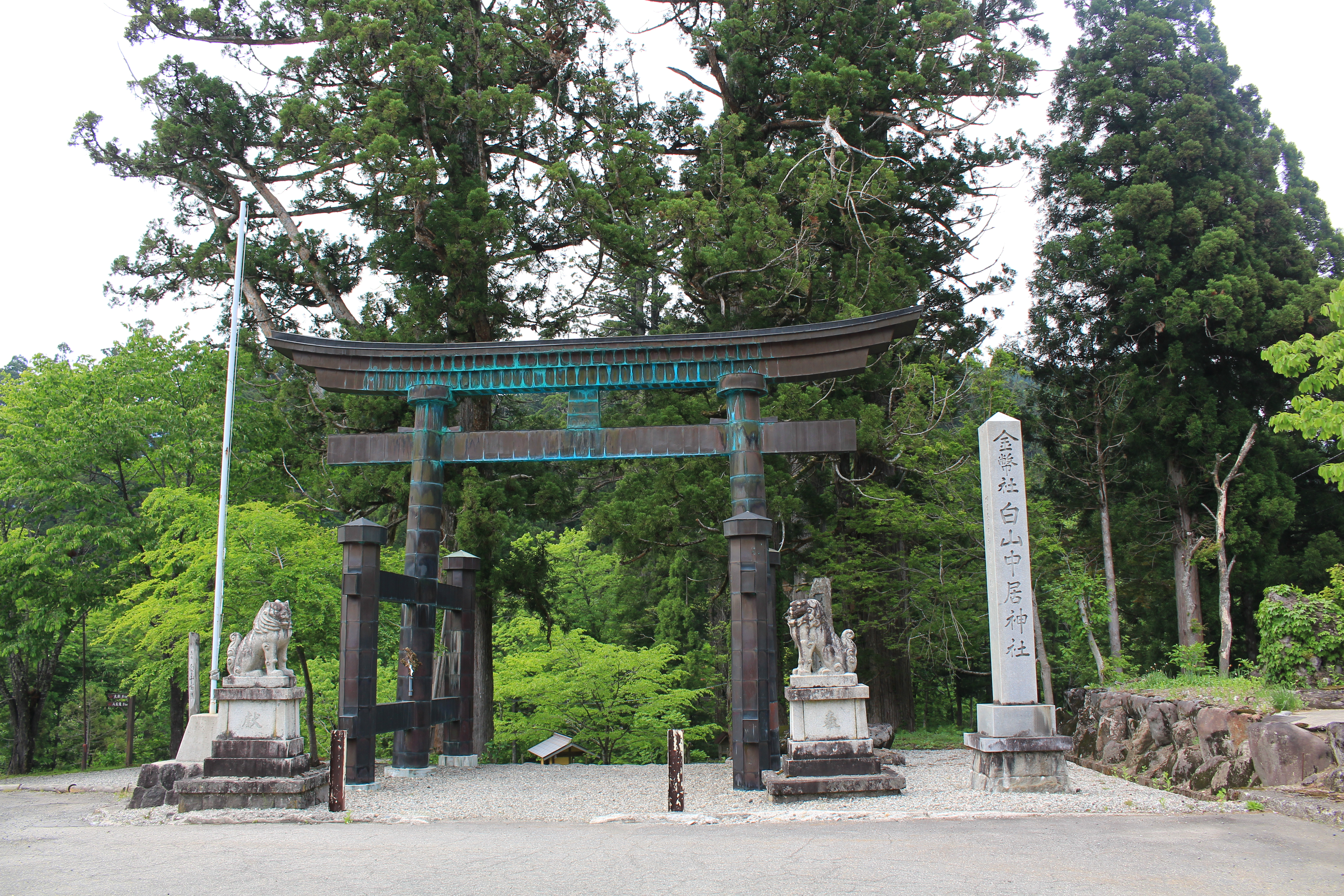
鳥居
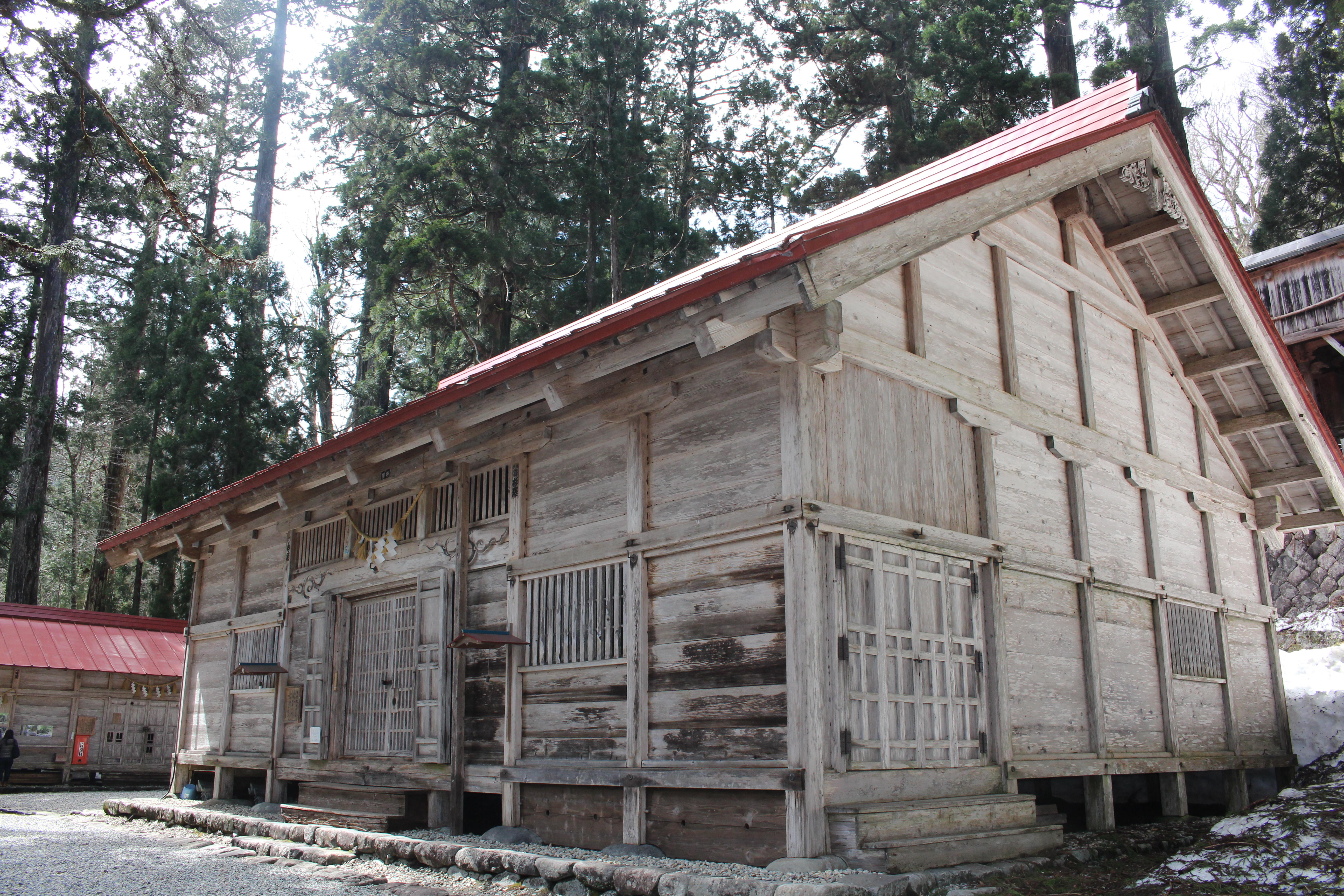
大宮殿
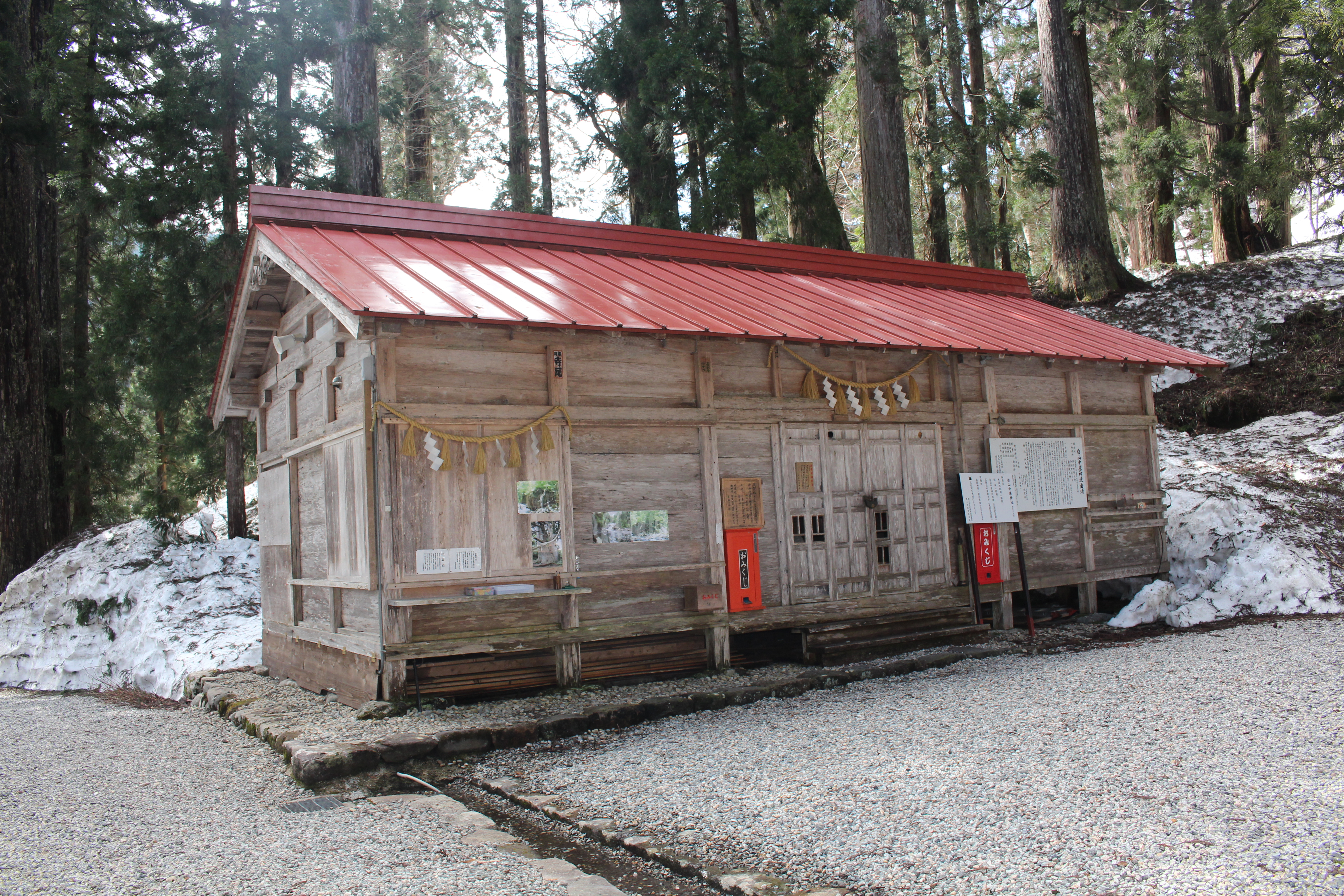
須賀社
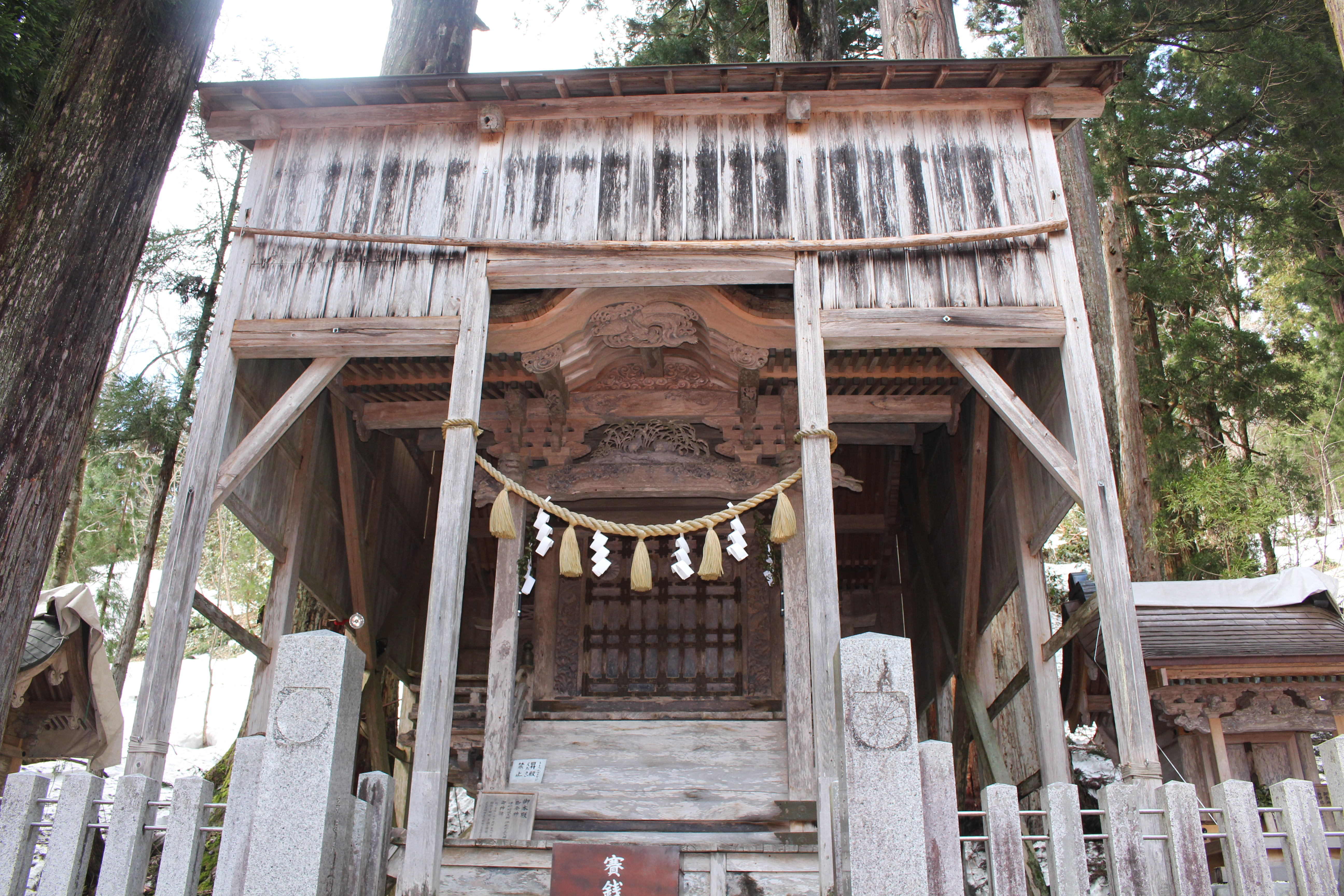
御本殿

## 文化財

### 国指定重要文化財
- 銅造虚空蔵菩薩坐像(藤原秀衡公寄進）[29]

### 岐阜県指定重要文化財
- 中居神社本殿の彫刻[26]
- 能面[30]
- 銅製鰐口（織田信長公寄進）[31]
- 銅製鰐口（柴田勝家公寄進）[31]
- 金銅金剛童子立像[32]
- 木造薬師如来坐像(元神鳩宮御神体）[33]

### 岐阜県登録有形文化財（建築）
- 石徹白家住宅主屋[34][35]

### 岐阜県指定天然記念物
境内にある「浄安杉」およびブナ原生林は、昭和49年（1974年）11月13日に、岐阜県の天然記念物に指定された。

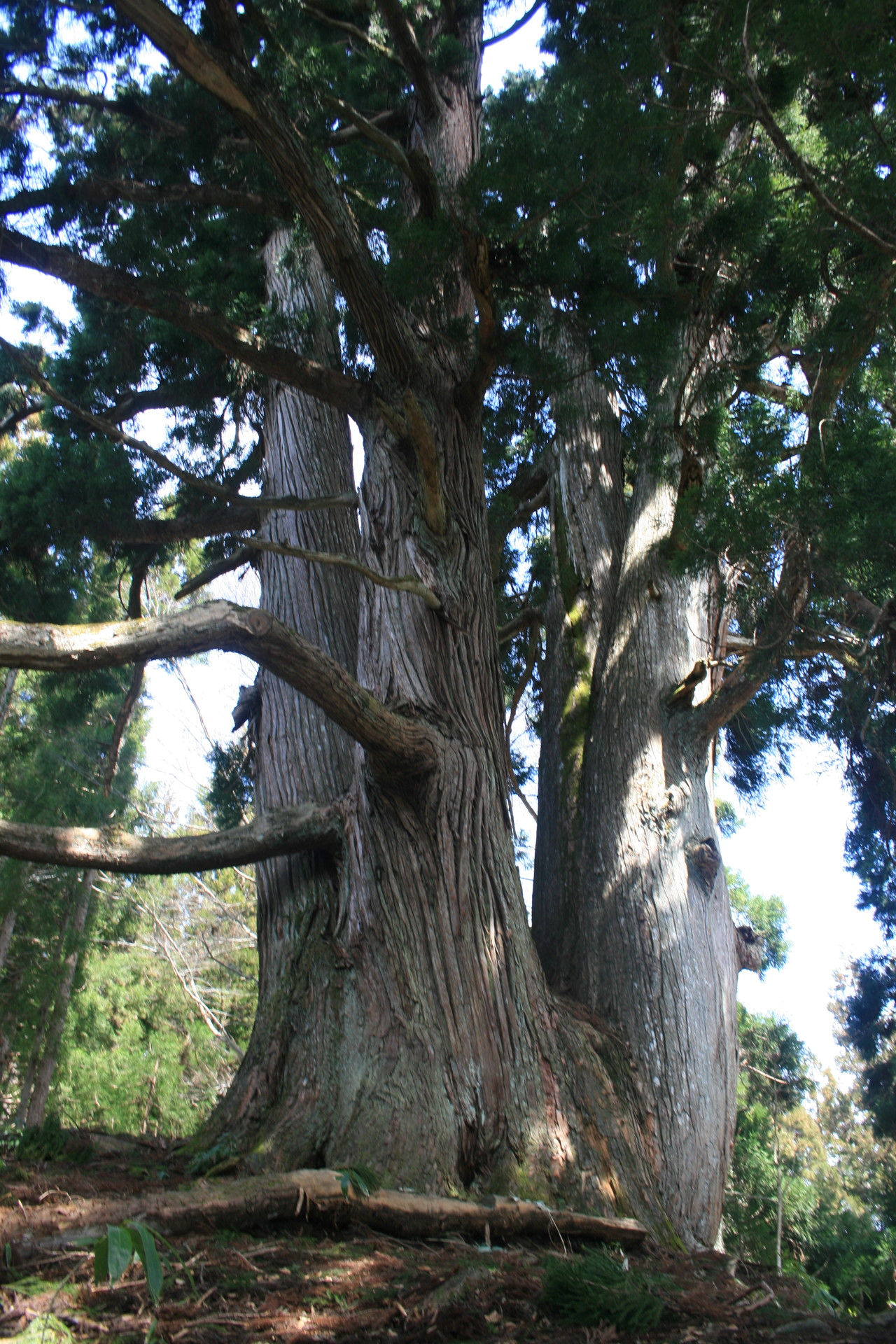
岐阜県指定天然記念物の浄安スギ

- 石徹白の浄安スギ[36]
- 白山中居神社のブナ原生林[37]

### 郡上市指定無形民俗文化財
- 白山中居神社の五段神楽[38]

## 交通アクセス
公共交通機関
- 長良川鉄道越美南線 美濃白鳥駅または北濃駅にて白鳥交通「石徹白線」に乗車、終点の「上在所」停留所より北へ約300m。日曜日・祝日は運休・1日3往復の運行・昼の便はデマンド制。

自動車
- 国道156号、道の駅白山文化の里長滝より、岐阜県道314号石徹白前谷線、岐阜県道127号白山中居神社朝日線で約12 km、車で約20分。
- 長良川鉄道越美南線 北濃駅の北西8.8 kmに位置する。
- 東海北陸自動車道 高鷲インターチェンジの西北西11.6 kmに位置する。

## 美濃禅定道
泰澄が開いた美濃禅定道は、岐阜県側から修行の到達点である禅頂（白山山頂）を目指す白山信仰の歴史にもとづく道である。
現在は白山国立公園内の登山道として引き継がれており、道中には国の特別天然記念物である石徹白の大スギや、修行のための行場、宿泊所を兼ねた室跡、泰澄大師等の伝説を秘めた地名などの旧跡が残されている。
- 長滝白山神社 - 阿弥陀ヶ滝 - 白山中居神社 - 石徹白の大杉 - おたけり坂 -雨宿りの岩屋- 神鳩社跡 - 母御石 - 銚子ヶ峰 - 一ノ峰 - ニノ峰 - 水呑権現社 - 三ノ峰 - 御手洗池（別山室） - 別山神社 - 岩室 - 御舎利山 - 天池 - 油坂 - 南竜ヶ馬場 - トンビ岩 - 室堂 - 白山（御前峰）

## 外部サイト
- 【岐阜県郡上市】白山中居神社 （はくさんちゅうきょじんじゃ）
- 白山中居神社 - 岐阜の旅ガイド